# Bíbor (szín)
A bíbor szín a kék és a vörös közti árnyalat. Hasonlít a lilához, de azzal ellentétben összetett szín, a kék és a vörös kombinációja. A lila szín spektrális szín saját hullámhosszal.
Bíbor színű tógát viseltek a római arisztokraták, később a Bizánci és a Német-Római Birodalom császárai hordták, illetve 1464-ig a római katolikus bíborosok. Japánban szintén a császár és az arisztokrácia színe.
A címertanban ritkán használt szín a bíbor.

## Etimológia
Első előfordulása 1181-ből származik női névként (Bibura).

## Bíbor vagy lila?

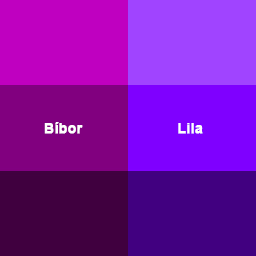
Bíbor és lila színminta

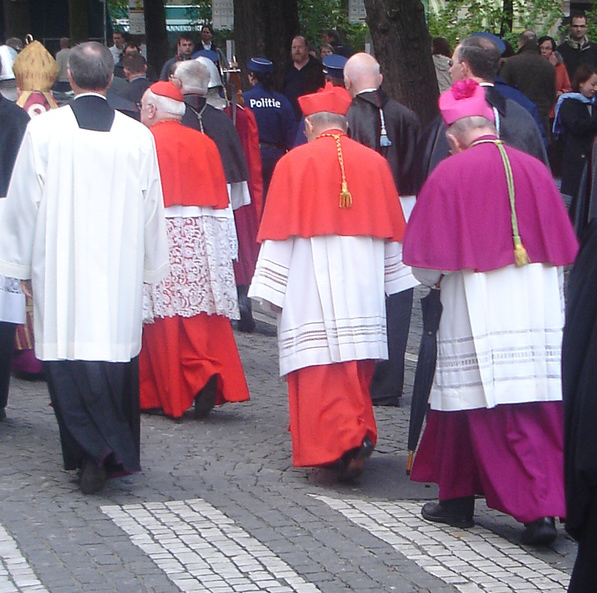
Két bíboros piros ruhában, mögöttük egy püspök pedig bíborban, nem püspöklilában

A bíbor és a lila egyaránt a kék és a vörös szín keveréke. Bár hasonlónak tűnnek, a fő különbség köztük, hogy a bíbor több vöröset tartalmaz, a lila pedig több kéket.
Optika szempontból fontos különbség, hogy a lila spektrális szín, saját hullámhosszal bír (körülbelül 380-420 nm), míg a bíbor két spektrális szín, a kék és a vörös kombinációja. A bíbor színnek nincs saját hullámhossza.
Furcsa pszichofizikai különbség a bíbor és a lila között, hogy világosítással a lila egyre inkább kéknek néz ki, ami nem igaz a bíborra. Ezt Bezold–Brücke váltásnak hívják.
Bár a bíbor és a lila közti tudományos definíció egyértelmű, a kulturális meghatározás változó. Az ókori türoszi bíbor a karmazsintól a sötétliláig terjedt az előállítás módjától függően. Franciaországban a bíbort lila felé hajló sötétvörösnek tekintik. Németországban a színt gyakran hívják Purpurrotnak, azaz bíborvörösnek a tévedések elkerülése végett. Magyarországon is gyakran nevezik bíborvörösnek a bíbor színt.

## Művészettörténet

### Őskor és ókor

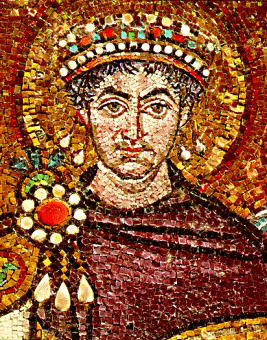
I. Iusztinianosz bizánci császár türoszi bíborban, 6. századi mozaik a San Vitale-templomban

A bíbor elsőként az újkőkori művészetben jelent meg. A Pech Merle barlang és más francia újkőkori barlangok művészei mangánrudakkal és hematitporral rajzoltak és festettek állatokat, és jelölték saját kezük körvonalát a barlangok falain. Ezek keletkezését i.e. 16 és 25 ezer közé teszik.
A föníciai Szidón és Türosz tengerparti lakói már az i.e. 15. században készítettek bíbor festéket egy tengeri csigából, ami ma tüskés bíborcsiga néven ismert. Türoszi bíborral színezett ruhát említ Homérosz Iliásza, és Vergilius Aeneisze. Az ebből a csigából származó mély, gazdag bíbor festék türoszi bíborként vált ismertté.
A festék gyártása bonyolult és költséges volt, valamint hosszú ideig tartott. Több ezer apró csigát kellett összegyűjteni, héjukat összetörni, és testüket eltávolítani. A szidóni és türoszi ásatásokon hegyekben álltak a megtalált üres csigaházak. A csigákat áztatták, majd egy kicsi mirigyet eltávolítottak belőle, tartalmát egy edénybe ürítették és kitették a napra. A napfény hatására az anyag kifehéredett, majd sárgászölddé vált, aztán zölddé, lilává, majd vörössé, ami egyre sötétebbé lett. A folyamatot pontosan kellett megállítani, hogy a kívánt színű legyen, ami a világos karmazsintól mély bíborig terjedhetett, a megszáradt vér színéig. Ezután festhettek vele gyapjút, lent vagy selymet. A pontos árnyalat a karmazsin és a lila között bármi lehetett, de mindig élénk és hatása tartós.
A türoszi bíbor a királyok, nemesek, papok és előkelők színe lett a Mediterráneumban. Említik az Ótestamentumban, a Kivonulás könyvében, Isten utasítja Mózest, hogy az izraeliták hozzanak neki áldozatul kék, bíbor és skarlát textilt függönyökhöz és papi öltözékekhez. Homérosz Iliászában Aiasz öve bíborszínű, és a trójai harcosok lovainak farkát bíborba mártják. Az Odüsszeiában Odüsszeusz nászágyának bíborszínű takarója. Szapphó verseiben (i.e. 6. század) dicséri Lydia textilfestőinek ügyességét, akik bíbor lábbelit készítettek, és Aiszkhülosz (i.e. 525–456) színdarabjában Klütaimnésztra királyné férje, Agamemnón visszatérte alkalmából a palotát bíbor kárpitokkal díszíti. I.e. 950-ben Salamon király kézműveseket vitetett Türoszból, hogy bíbor szövetekkel láthassa el Jeruzsálem templomát.
Nagy Sándor uralkodói kihallgatásain a Makedón Birodalom fejeként bíbort viselt, mint ahogy később a Szeleukida Birodalom és a Ptolemaida-dinasztia egyiptomi fáraói.
A rómaiak bíborviselési szokása az etruszkoktól eredhet; egy ie 4. századi etruszk sírkőfestés mély bíbor színű hímzett tógát viselő nemest ábrázol.
Az ókori Rómában a toga praetexta egy széles bíbor csíkkal szegélyezett szokásos fehér tógát jelentett. Ezt szabad római fiúk viselték, akik még nem érték el a felnőttkort, curule magistratusok, bizonyos papok, és néhány más rangú polgár.
A toga picta arannyal hímzett bíbor színű volt. A Római Köztársaság idején hadvezérek viselték a diadalmenet során, valamint a praetor urbanus, amikor az istenek harci szekerén a cirkuszba hajtatott a Ludi Apollinares játékokra. A császárság idején a toga pictát viseltek a nyilvános gladiátorjátékokat rendező magisztrátusok, és konzulok csakúgy, mint a császárok különleges alkalmak során.
Amikor egy hadvezér a Római Köztársaság idején diadalmenetet tarthatott, akkor teljes bíbor tógát viselhetett arany szegéllyel, és a római szenátorok tógáját egy bíbor csík díszítette. A császárság idején viszont a bíbor egyre inkább a császárral és tisztviselőivel forrt össze. Caligula császár uralma kezdetén megölette Mauretánia királyát, Suetonius szerint annak ragyogó bíbor köpenye miatt, Nero pedig megtiltotta bizonyos bíbor árnyalatú festékek használatát. A késői császárság idején a bíborszínű ruhák kereskedelme állami monopólium lett, amelynek megszegése halálbüntetéssel járt.
Jézus Krisztust keresztre feszítése előtt a római katonák egy időre bíbor ruhába öltöztették, hogy gúnyolódjanak rajta, mint a "zsidók királyán".
A türoszi bíbor tényleges színe a vörösestől a kékes bíborig változhatott. A római Vitruvius szerint (i.e. 1. század) az északi vizekből származó bíborcsiga, valószínűleg tüskés bíborcsiga kékesebb színt adott, mint a déli, valószínűleg murex trunculus. A leginkább kedvelt árnyalata a megszáradt vérhez volt hasonló, ahogy az a Jusztiniánusz császárt ábrázoló ravennai mozaikon látható. A csigából származó festék kémiai összetétele hasonló az indigóhoz, amit időnként használtak is hamis türoszi bíbor előállításához, bár ezt súlyosan büntették. Ami a leginkább számíthatott a türoszi bíbor esetén, az nem is a színe, hanem a ragyogása, a színgazdagsága, az időjárással és fénnyel szembeni ellenállása, és magas ára.
A modern időkben is próbálkoztak türoszi bíbor előállításával. 2008-ban Paul Friedander 12000 csigából állított elő 40 gramm festéket, ami egy zsebkendő színezéséhez elegendő. 2000-ben egy gramm türoszi bíbor, amit az eredeti formula alapján 10000 bíborcsigából készítettek 2000 euróba került.
Az Orcein vagy lakmusz egy másik gyakori bíbor színű festékanyag volt. Már az ókori görögök és zsidók is ismerték, és egy mediterrán zuzmófajtából, a Roccella tinctoriából nyerték ki ammónia, azaz rendszerint húgy alkalmazásával. Az orcein a 19. században jött újra divatba.

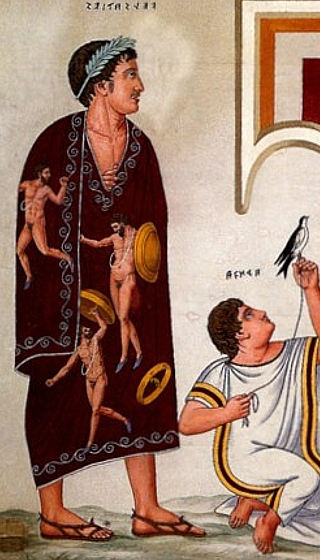
Egy teljesen bíbor tógát (toga picta) viselő férfi képe, egy etruszk sírból (i. e. 350 körül)
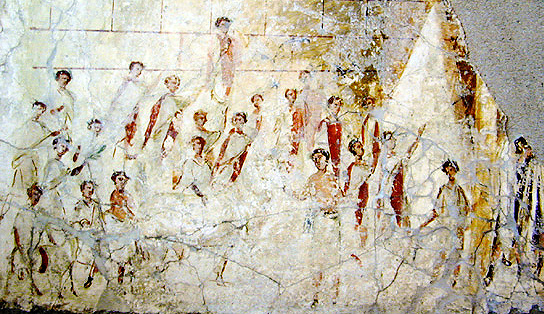
Római férfik togae praetextaet viselnek vöröses bíbor csíkokkal egy vallási körmenetben (i. e. 1. század)
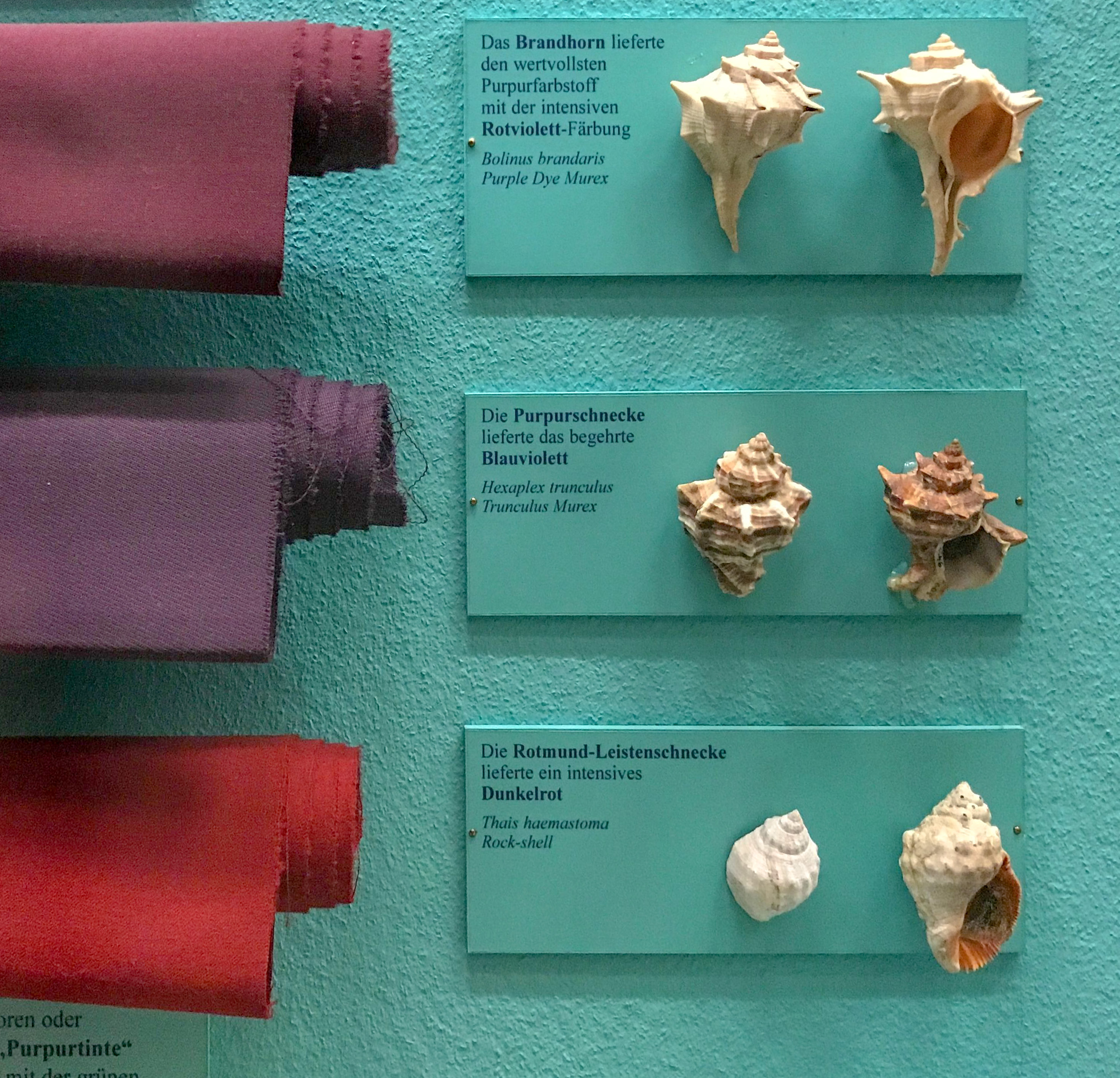
Különböző fajtájú tengeri csigákból nyert bíbor árnyalatok
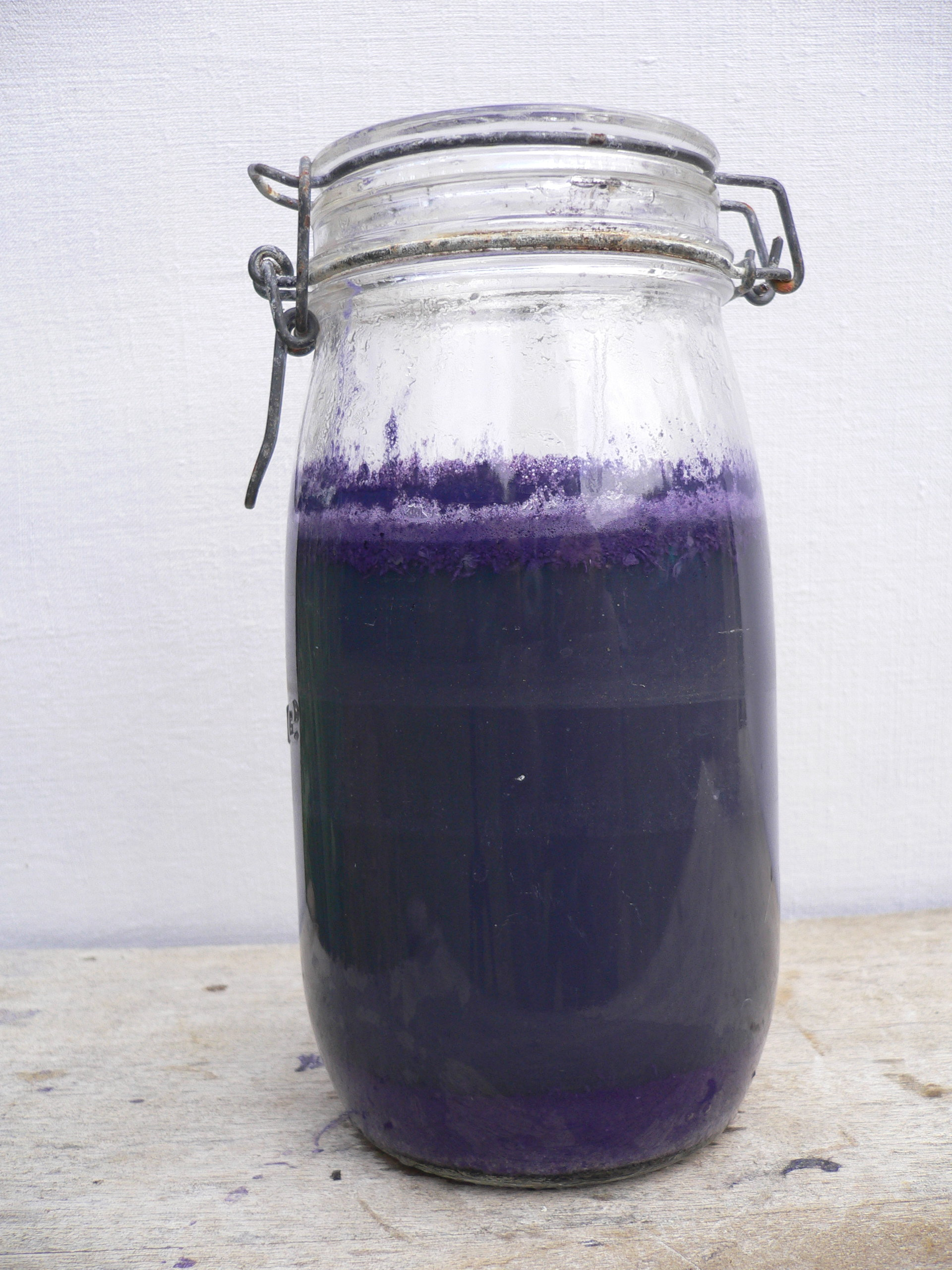
Türoszi bíbor festékfürdő
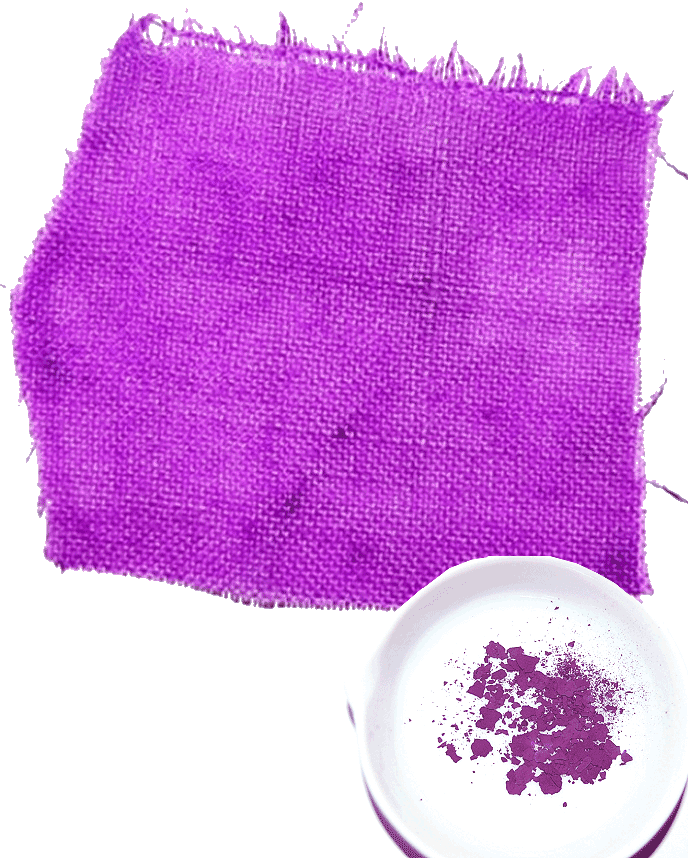
Türoszi bíborral festett ruha. A színárnyalat a karmazsinvöröstől a mély bíborig terjedhet a fölhasznált bíborcsigák fajtájától és az elkészítés módjától függően

### Bíbor Bizáncban és a Karoling Európában
A korai kereszténység idején a Bizánci Birodalom uralkodói továbbra is birodalmi színként használták a bíbort, diplomáciai ajándékként, sőt birodalmi dokumentumokhoz és bizonyos bibliák oldalaihoz is. Készítettek evangéliumi kéziratot arany betűkkel bíborral színezett pergamenre. A császárnék a bíbor teremben szültek, és azokat a császárokat, akik ott születtek, bíborbanszületettnek nevezték, megkülönböztetve azoktól, akik politikai intrikák által vagy katonai erővel lettek császárrá. A bizánci egyház püspökei fehér palástot hordtak bíbor csíkokkal, a magas rangú tisztviselők pedig négyzet alakú bíbor szövetet viseltek ranguk jeleként.
Nyugat-Európában Nagy Károlyt bíbor palástban koronázták meg, és 814-ben halotti leple szintén ebből a színből készült (lásd lentebb). Miután Konstantinápoly 1453-ban az Ottomán törökök kezére került, a szín elvesztette birodalmi státuszát. Miután Konstantinápoly nagy festőműhelyei megsemmisültek, ezek után a bíbortetűből kivont skarlát vált a királyi színné Európában.

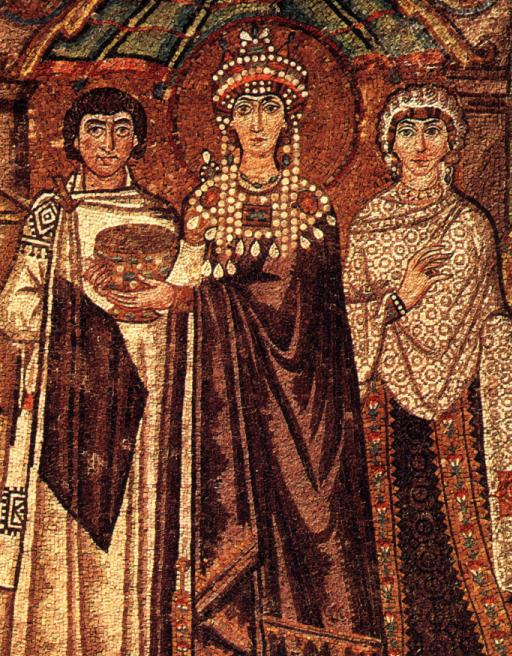
Theodora császárné, I. Jusztiniánusz felesége türoszi bíborba öltözve (6. század)
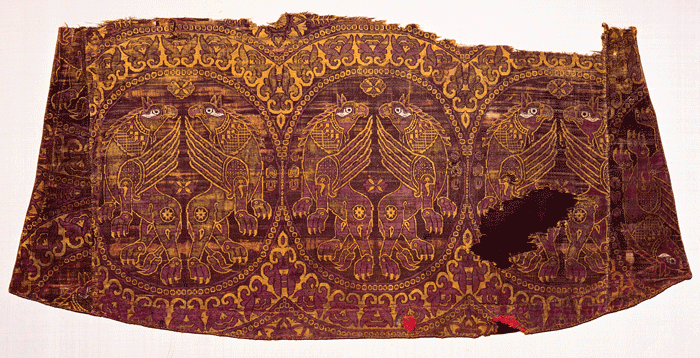
11. századi bizánci palást türoszi bíborral. A minta griffeket ábrázol
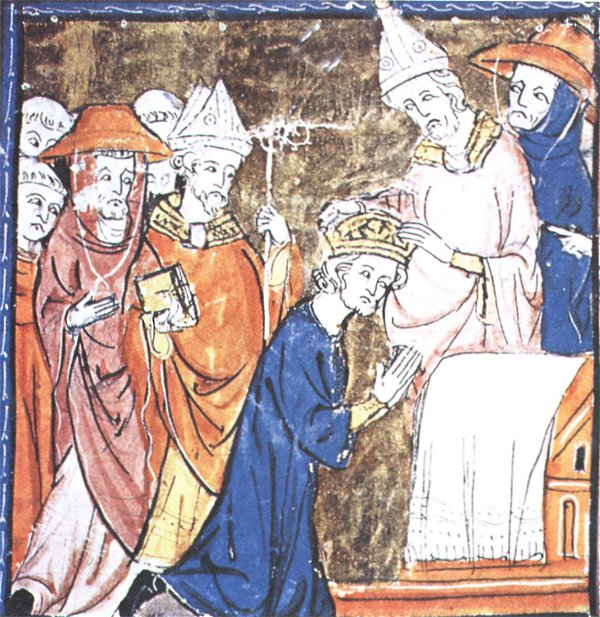
Nagy Károly császár koronázásának középkori ábrázolása. A püspökök és bíborosok bíbort viselnek, a pápa fehéret
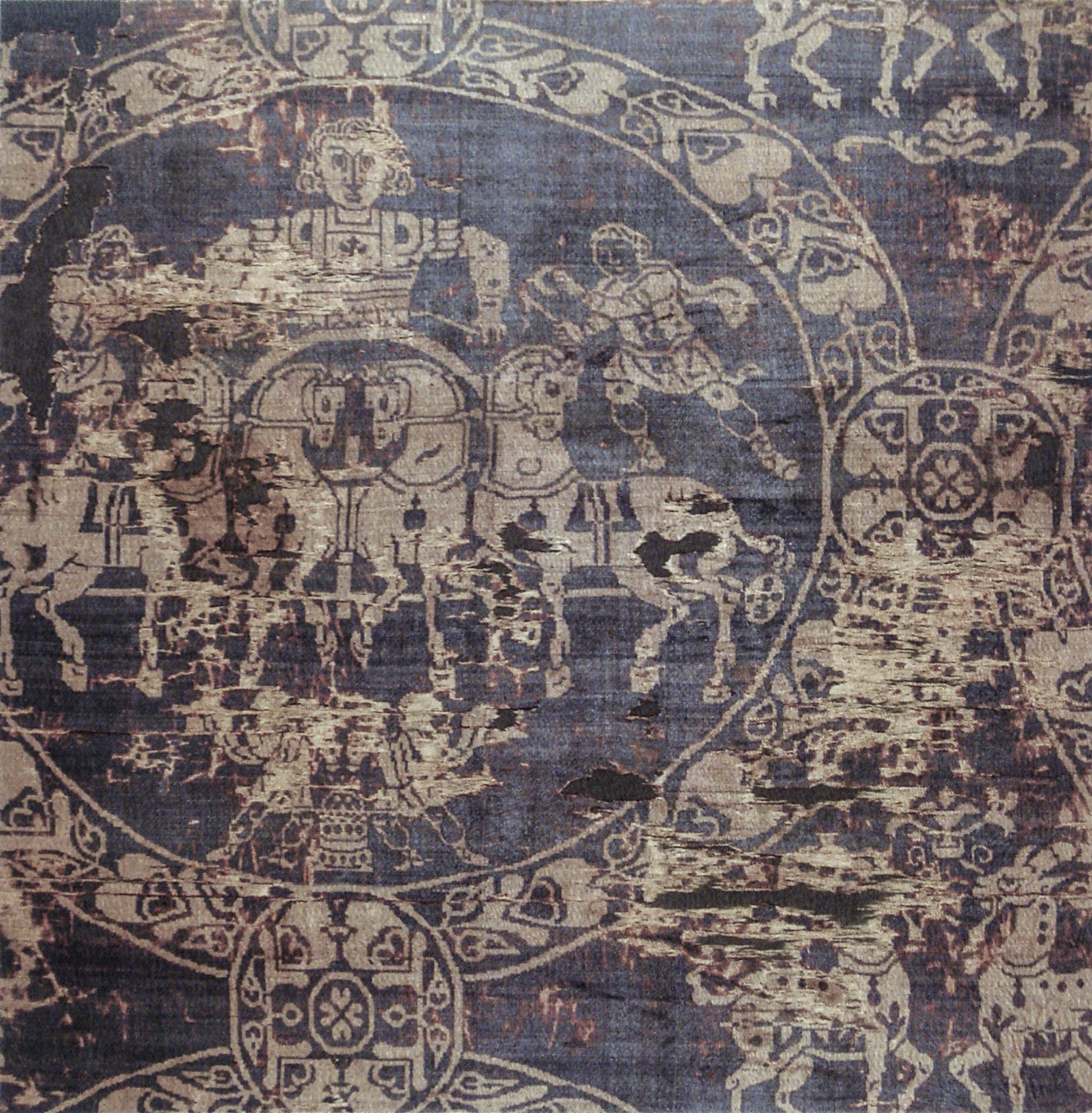
Nagy Károly császár szemfedőjének töredéke, amelyben 814-ben eltemették. Aranyból és bíborból készült Konstantinápolyban

### Középkor és reneszánsz
1464-ben II. Pál pápa rendelete értelmében a bíborosok a továbbiakban ne viseljenek türoszi bíbort, hanem bíbortetvekből timsóval készült skarlát színt, mivel a Bizáncból származó festék már nem volt elérhető. A püspökök és bíborosi ranggal nem rendelkező érsekek hordtak ezután bíbort, de nem a gazdag türoszi bíbort. Ruhájukat először az olcsóbb indigóval festették, majd kermeszből készített vörössel. Lásd püspöklila.
Bár a bíbort egyre ritkábban hordták a középkori és reneszánsz királyok és hercegek, Európa több egyetemén a professzorok viselték. Köntösük a papi öltözék mintája nyomán készült, és gyakran hordtak négyszög alakú lila vagy bíbor sapkát és köntöst, vagy fekete köntöst bíbor szegéllyel.
A bíbor és a lila a vallási témájú reneszánsz festményeken is fontos szerephez jutott. Az angyalokat és Szűz Máriát gyakran ábrázolták bíbor vagy lila köntösben.

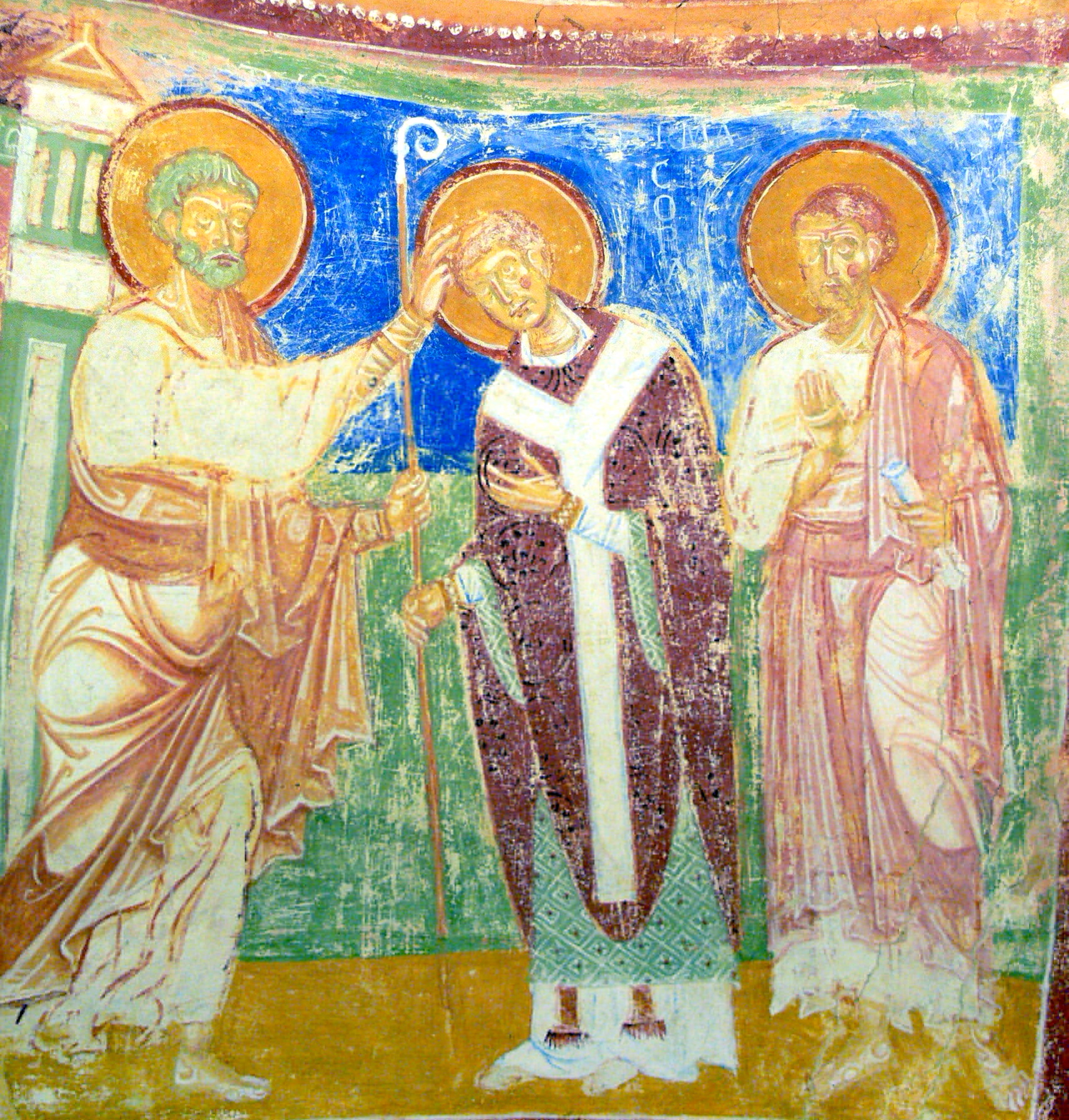
Egy 12. századi festményen Szent Péter püspökként bíbort visel, miközben fölszenteli Szent Hermagorast
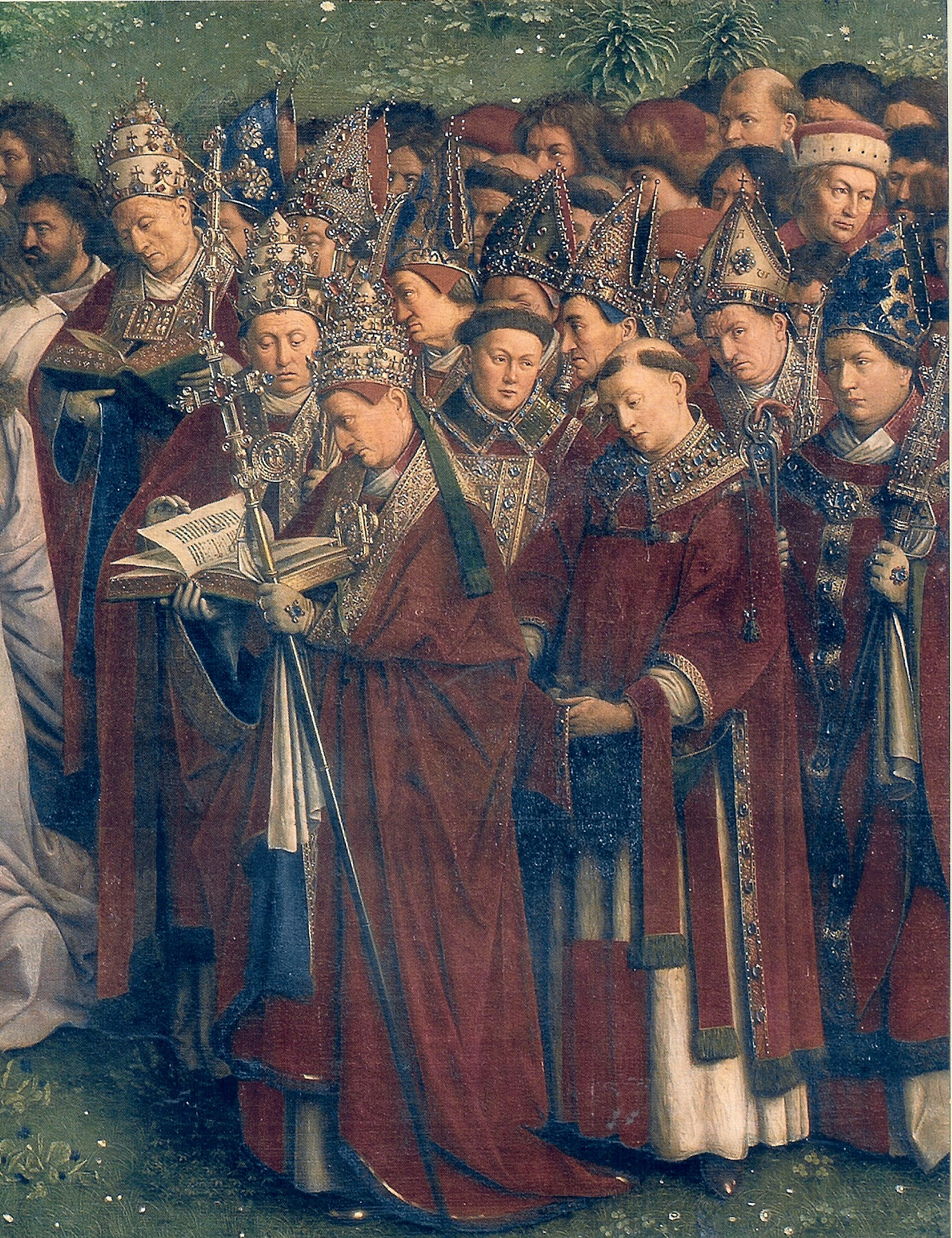
A Jan van Eyck által készített genti oltáron (1422) a pápák és püspökök bíbor palástot viselnek

### Mesterséges festék
1856-ban a brit William Henry Perkin, egy 18 éves kémia szakos tanuló mesterséges kinin előállításával kísérletezett. Próbálkozásai ehelyett az első szintetikus anilin festék föltalálásához vezették, egy bíbor árnyalathoz, amit a mályva virágról mauveine-nek nevezett el. Az új szín hamar divatba jött, különösen miután Viktória királynő 1862-ben a Királyi Kiállításon egy mályvaszínű selyemruhában jelent meg. Perkin fölfedezése előtt a mályvaszínű ruhákat kizárólag arisztokraták és más vagyonos emberek tudták megfizetni. Perkin kidolgozta az ipari előállítás módszerét, gyárat alapított, és a festéket nagy mennyiségben gyártotta, úgyhogy szinte bárki megengedhette magának. Ez volt a modern ipari festékek sorának első képviselője, ami teljesen átalakította mind a vegyipart, mind pedig a divatszakmát.

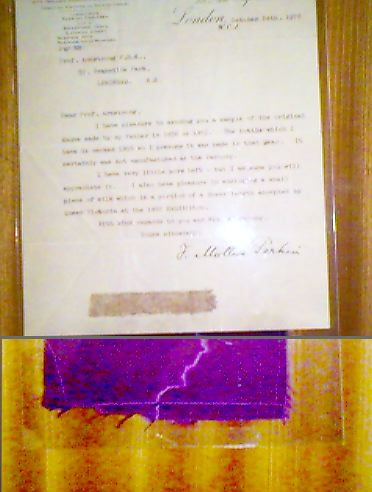
Eredeti minta Perkins festékével
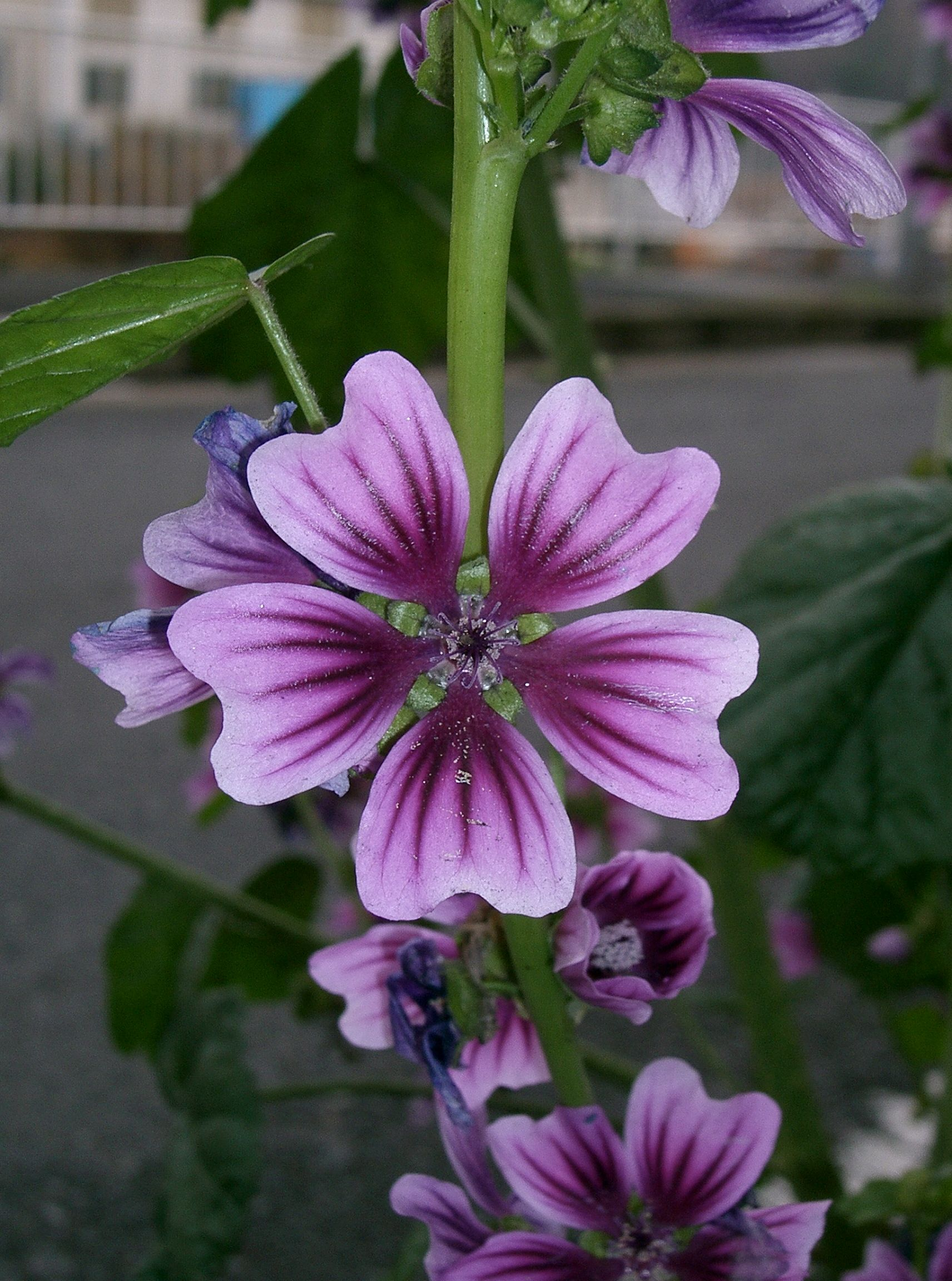
Közönséges mályva, a szín nevének ihletője

### Európán kívül
Nyugat-Polinéziában a bennszülöttek tengeri sünökből készítettek a türoszi bíborhoz hasonló festéket.
Közép-Amerikában a mai Costa Rica és Nicaragua partvidékén található tengeri csigákból (purpura) készítettek festéket. A maják vallási ceremóniákhoz használt ruhákat festettek vele, míg az aztékok az uralkodóhoz kapcsolódó írásjelekhez használták.
A kínai festészetben a bíbor az univerzum harmóniáját fejezi ki, mivel ez a piros és kék, azaz a jang és jin kombinációja.
A bíbort az ókori Kínában bíbor gyöngykölesből (Lithospermum erythrorhizon) állították elő. A kapott festék nehezen tapad a szövetekhez, ami költségessé tette az előállítását.

## Előfordulása a természetben

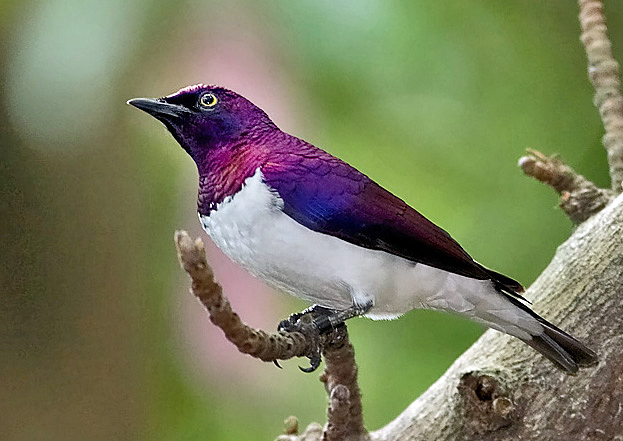
A hím ametiszt fényseregély élénk, irizáló bíbor tollakat növeszt, amelyek a szárnyain lilába fordulnak
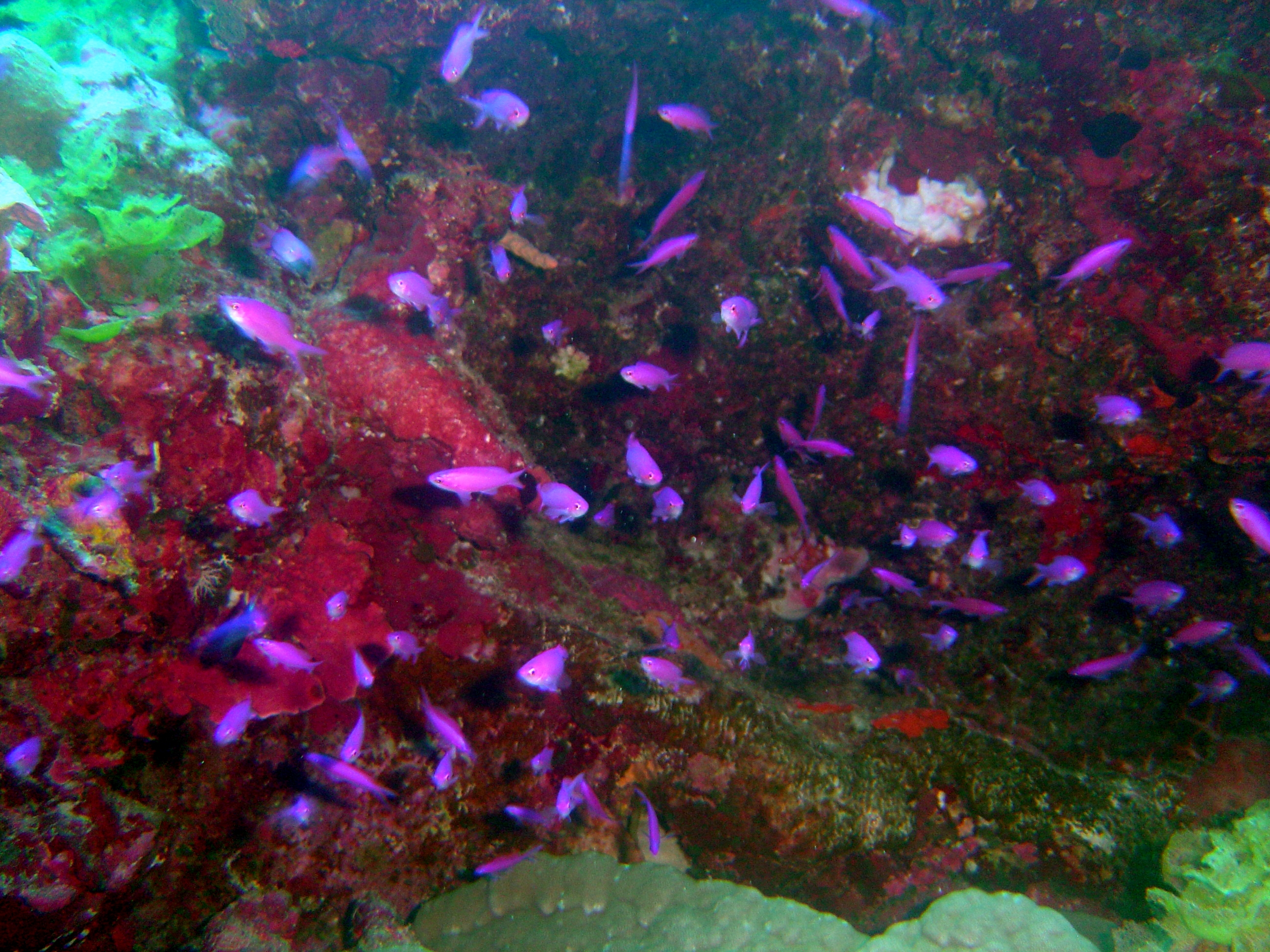
Pseudanthias pascalus egy bíbor színű sügérféle
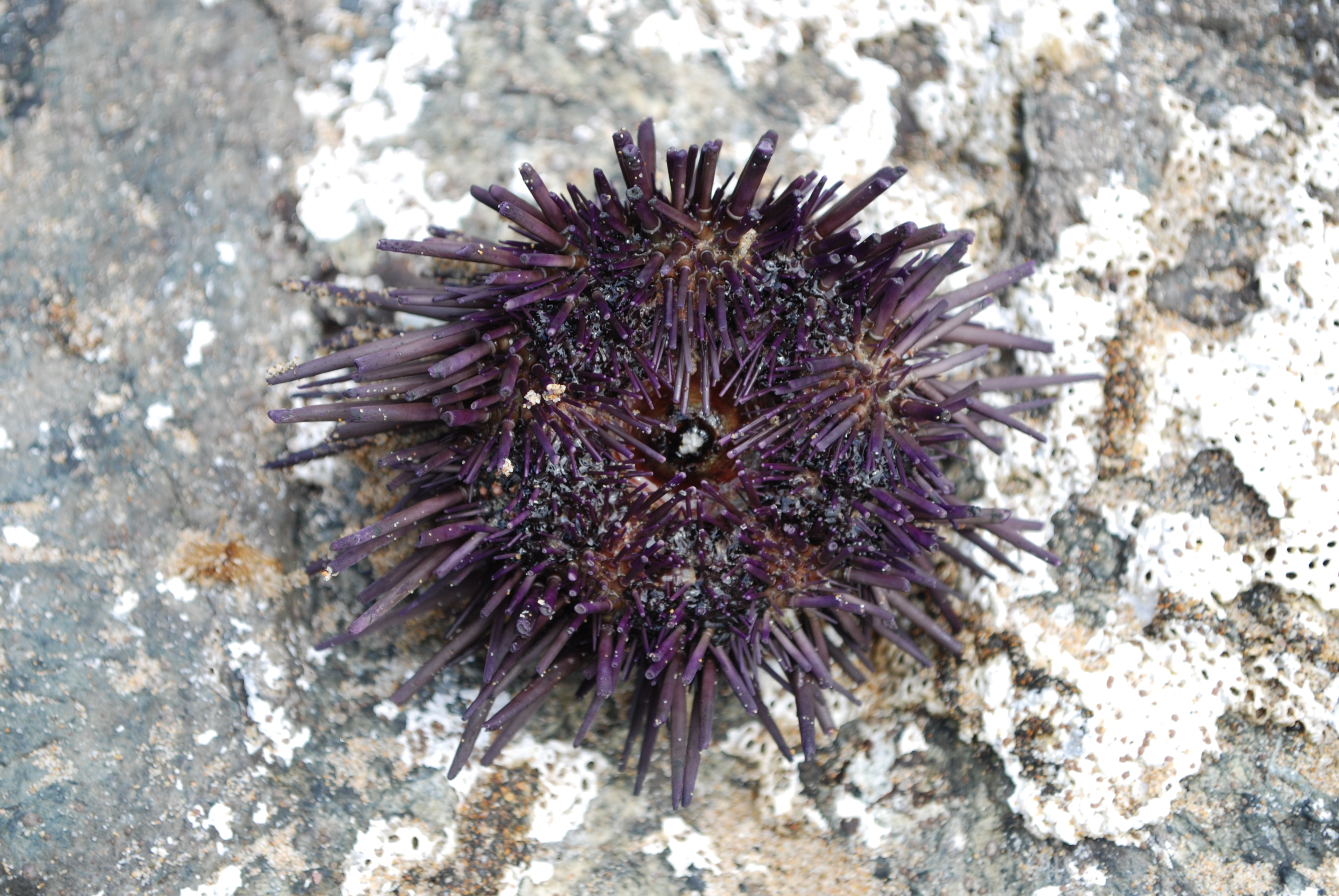
A mexikói lila tengerisün, ami szemmel láthatóan bíbor színű, nem lila
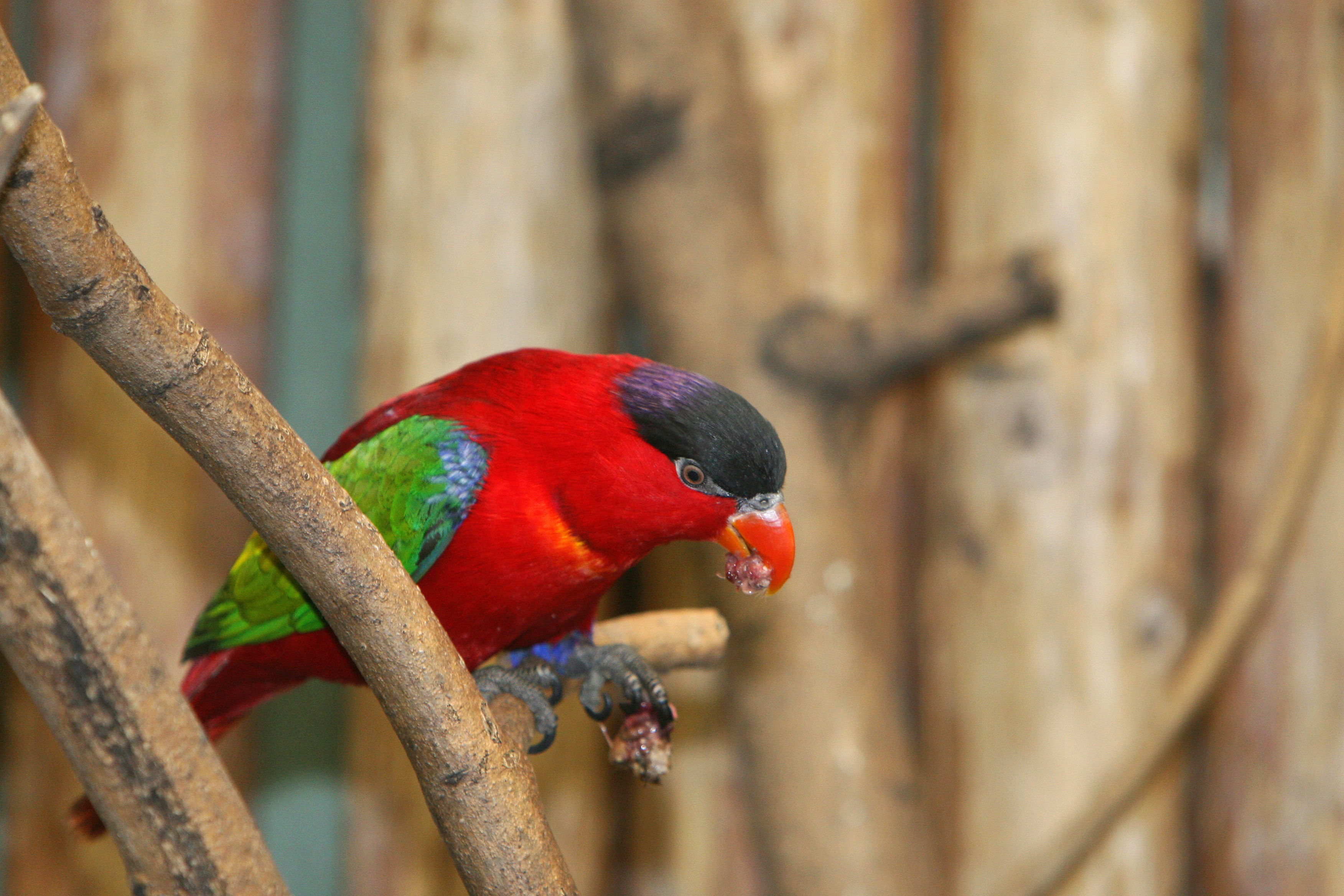
A feketefejű lóri tarkója
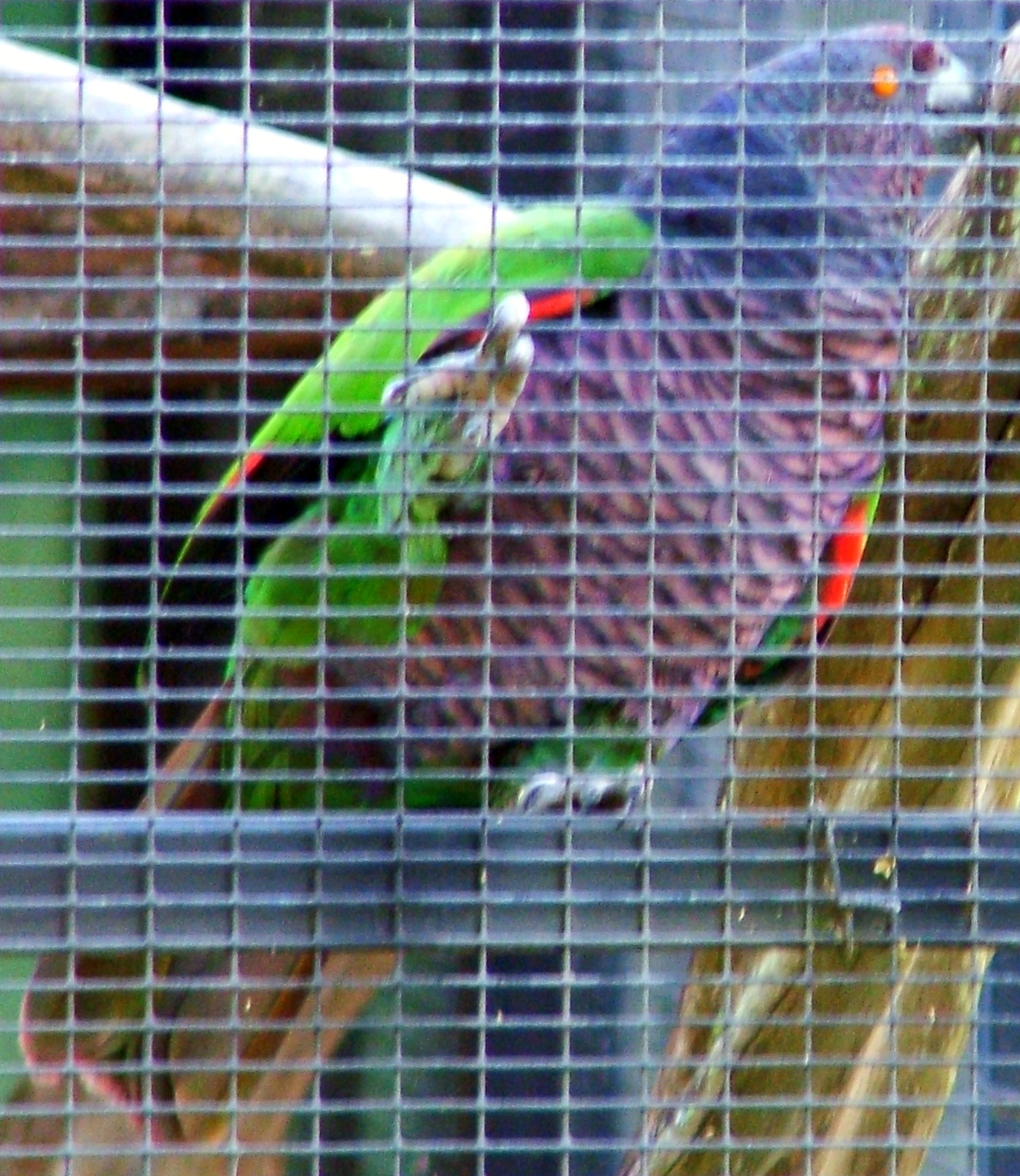
A császáramazon a Dominikai Közösség zászlaján is megtalálható, ezzel az egyedüli állam, amelynek zászlaján bíbor vagy akár lila szín szerepel
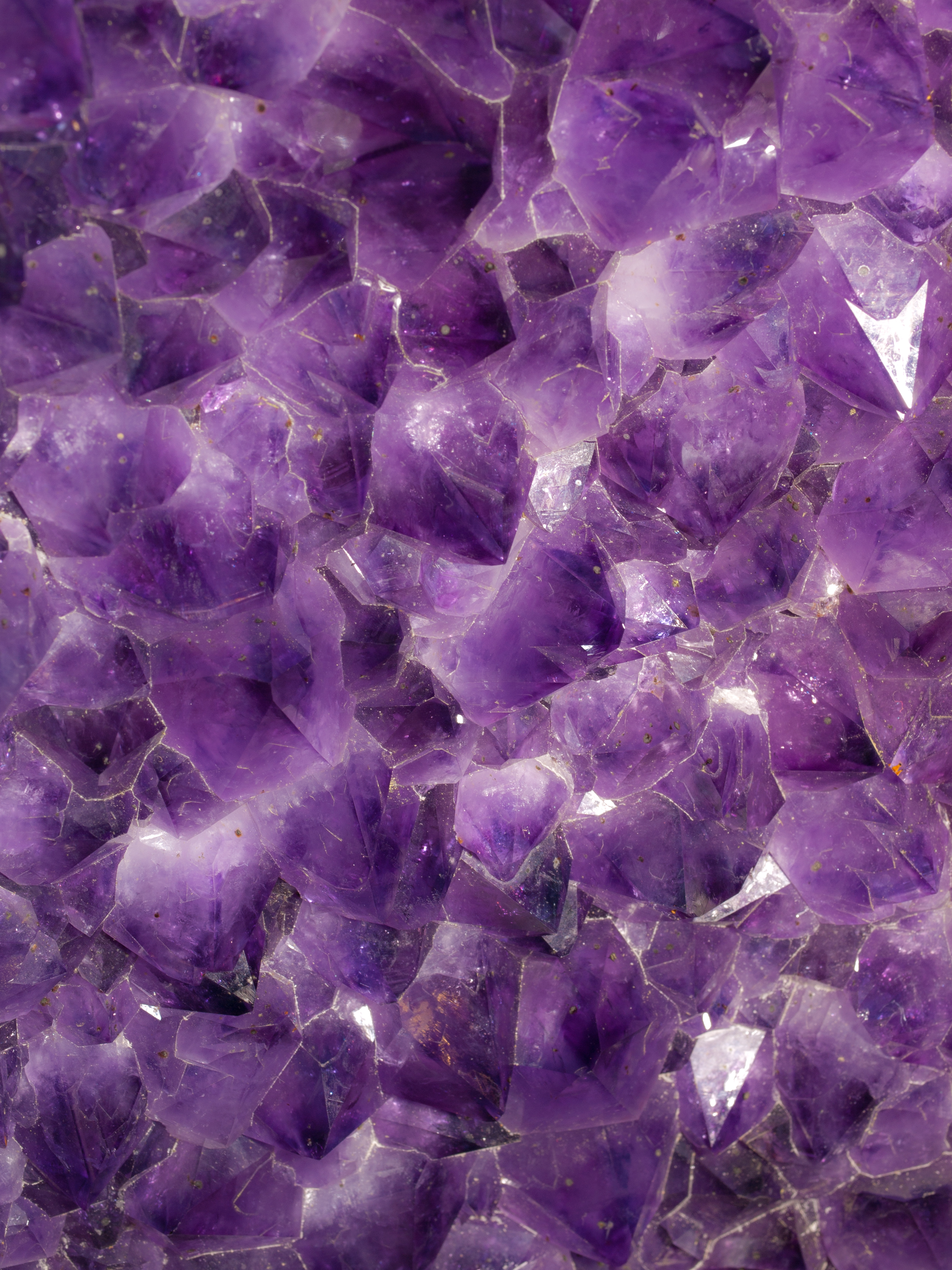
Ametisztkristályok
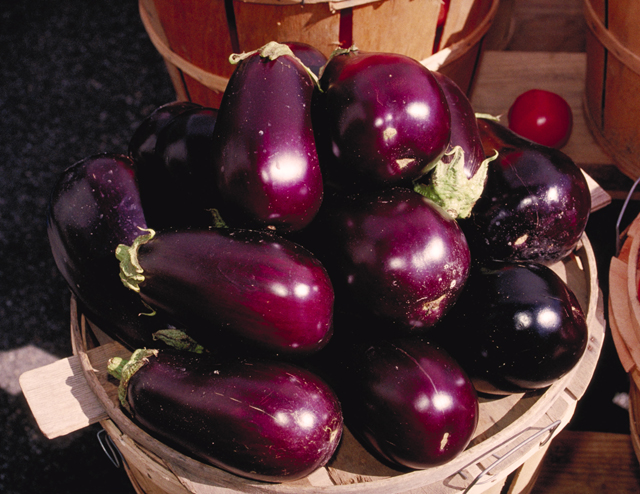
Bíborvörös padlizsán
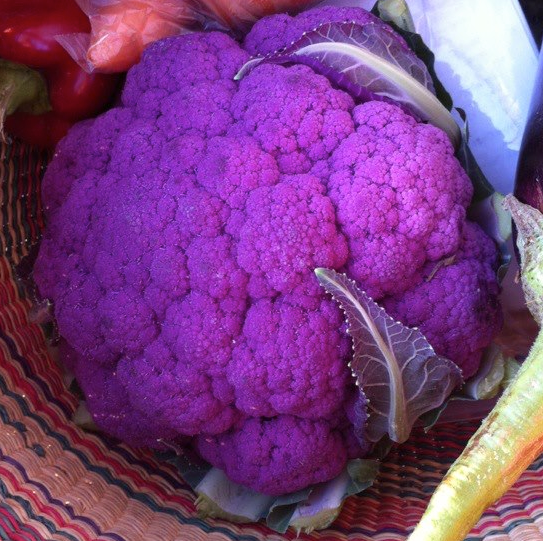
Ennek a bíbor karfiolnak, továbbá a szőlőnek, gyümölcsöknek, zöldségeknek és virágoknak a természetben előforduló antociánok adnak színt
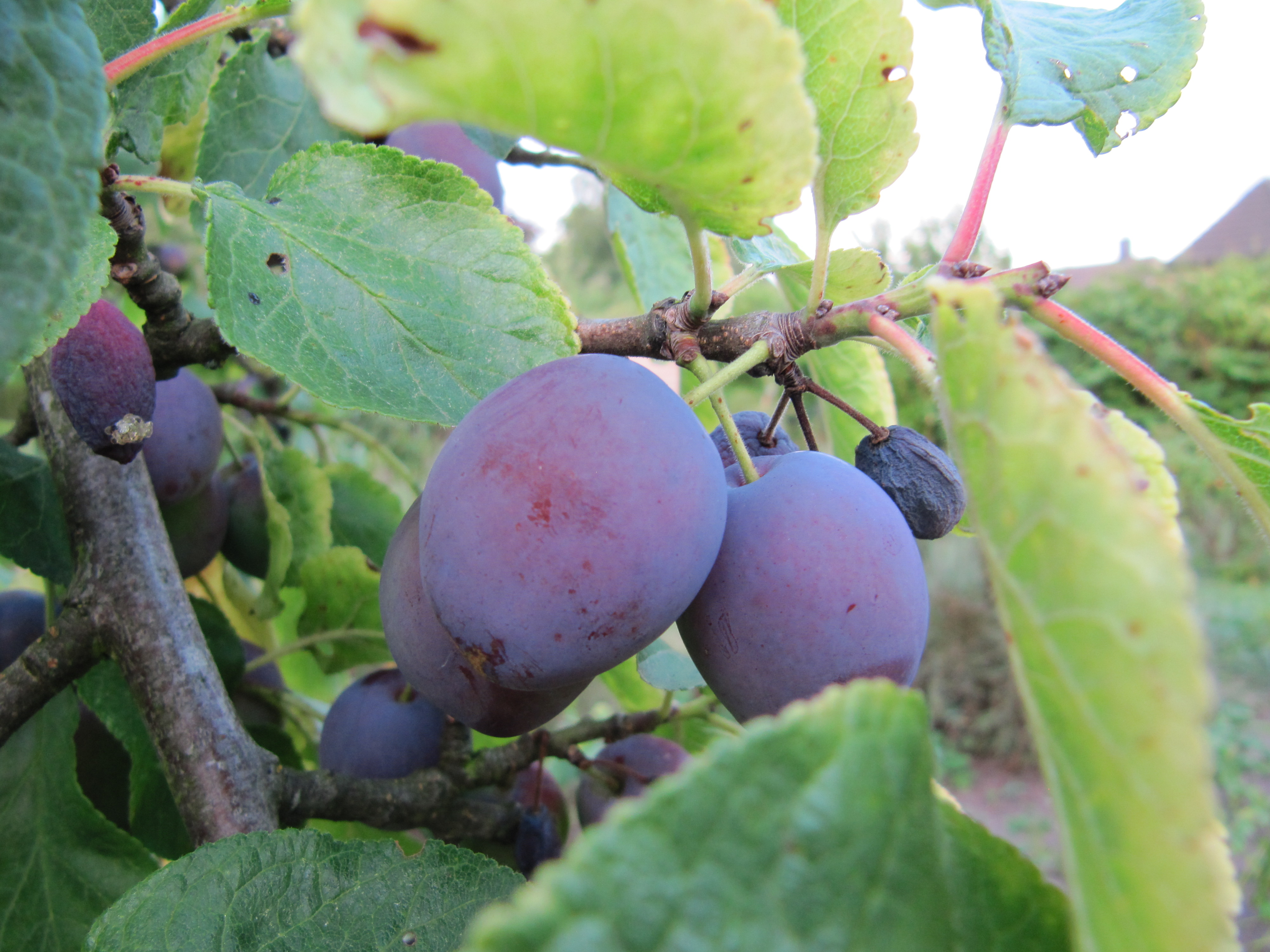
Bizonyos szilvafajok gyümölcse bíbor árnyalatú
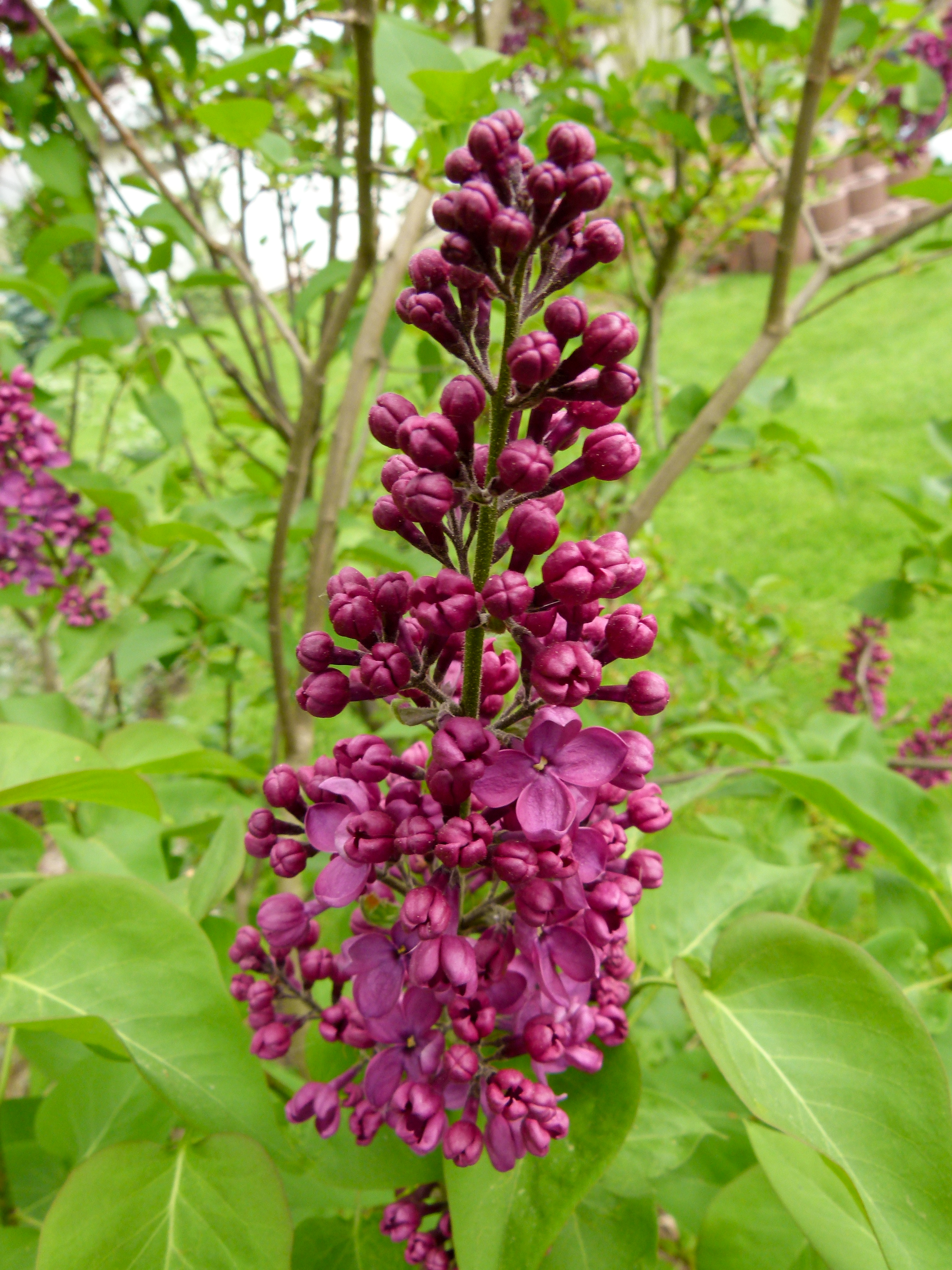
Orgona
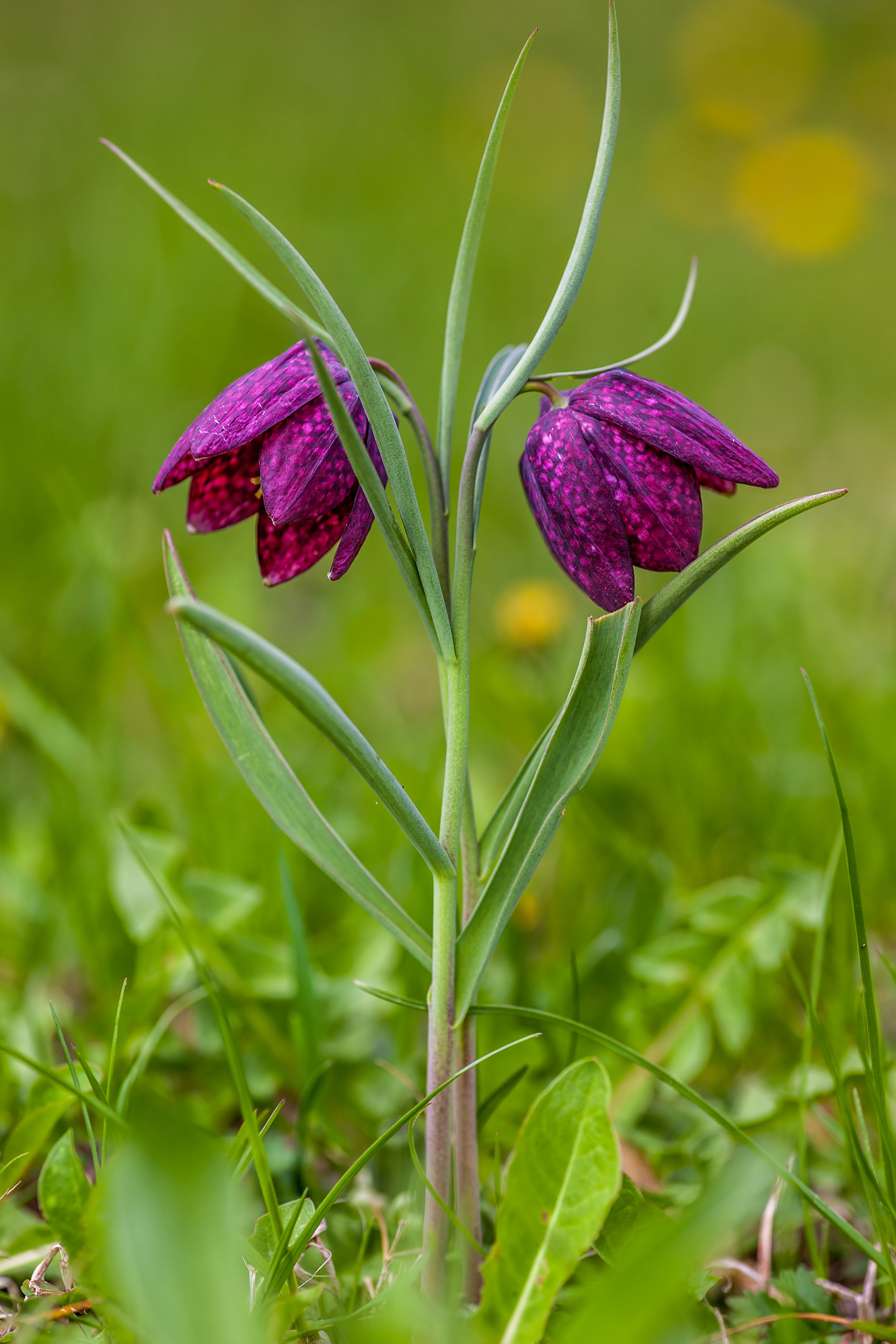
Kockásliliom
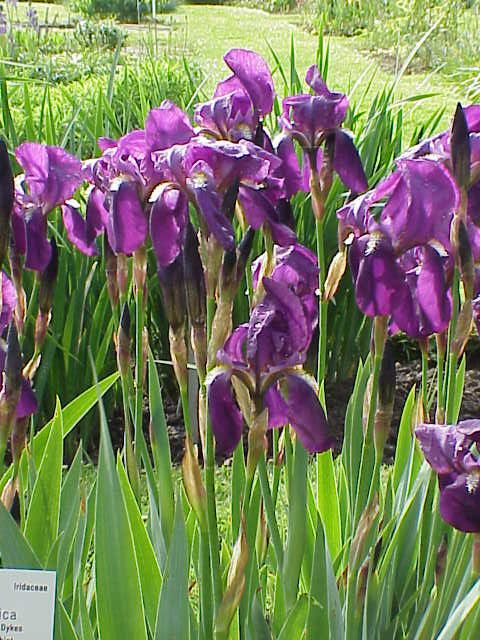
Kerti nőszirom
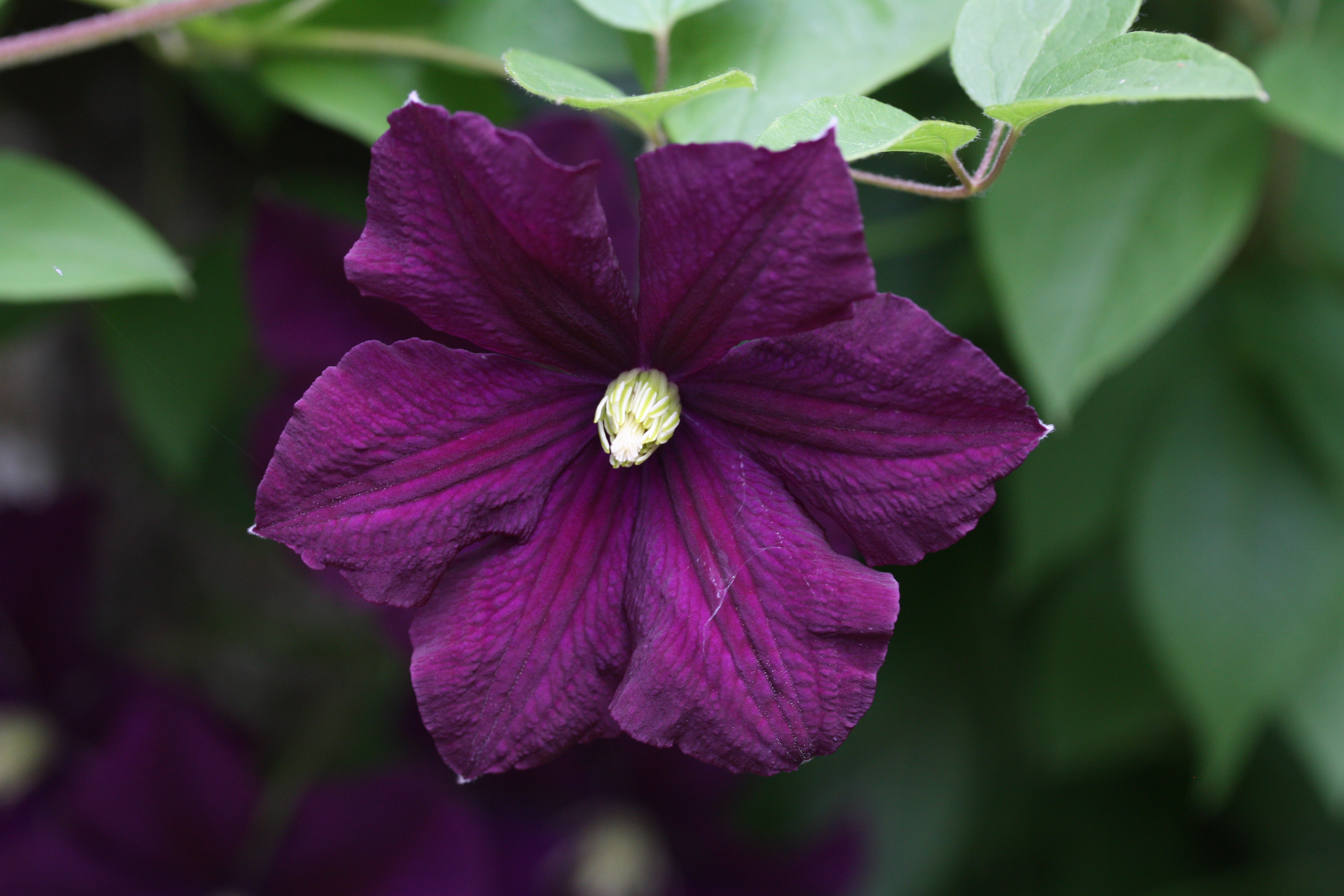
Iszalag
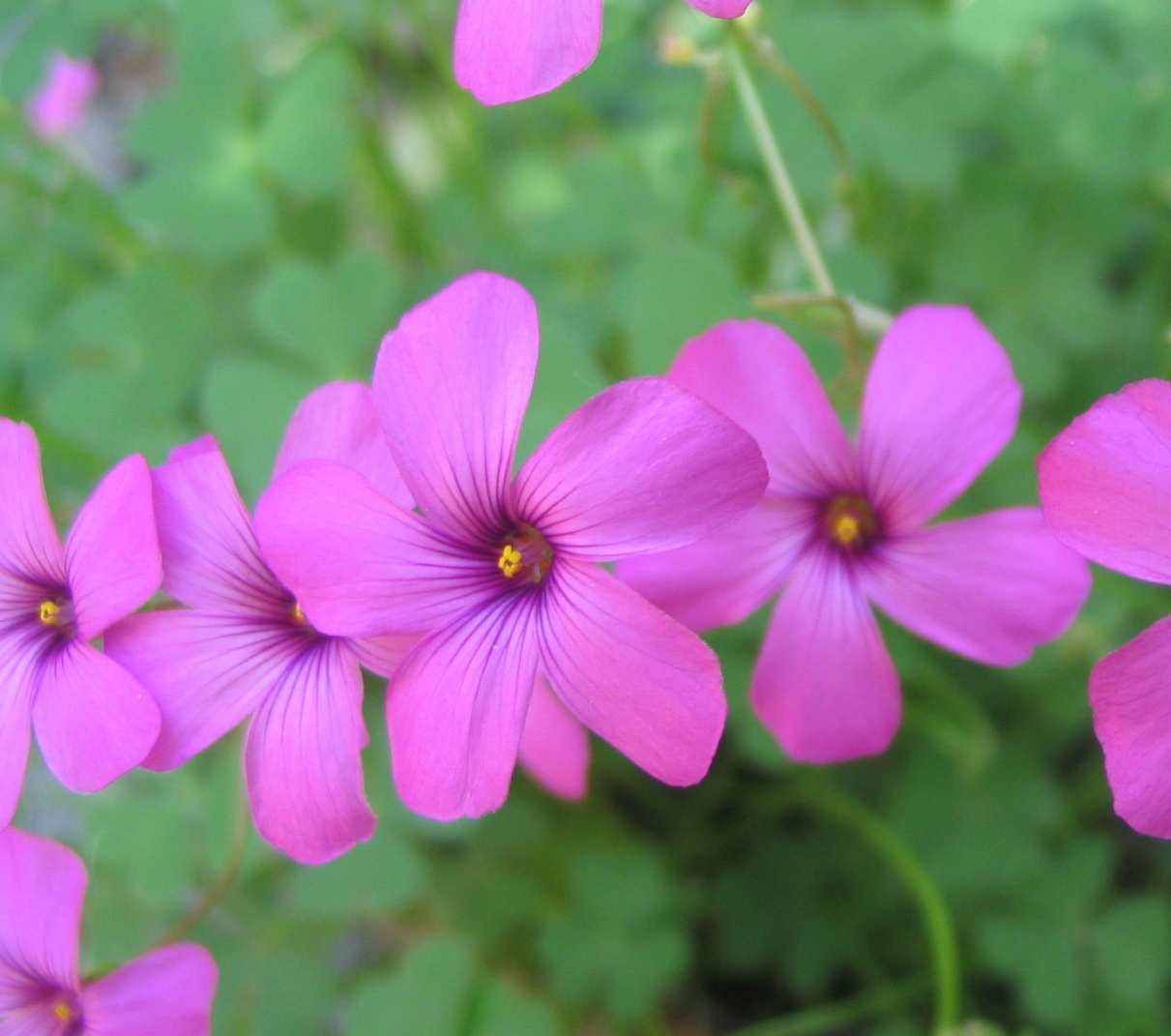
A világos bíbort manapság magyarul egyre gyakrabban magentának nevezik
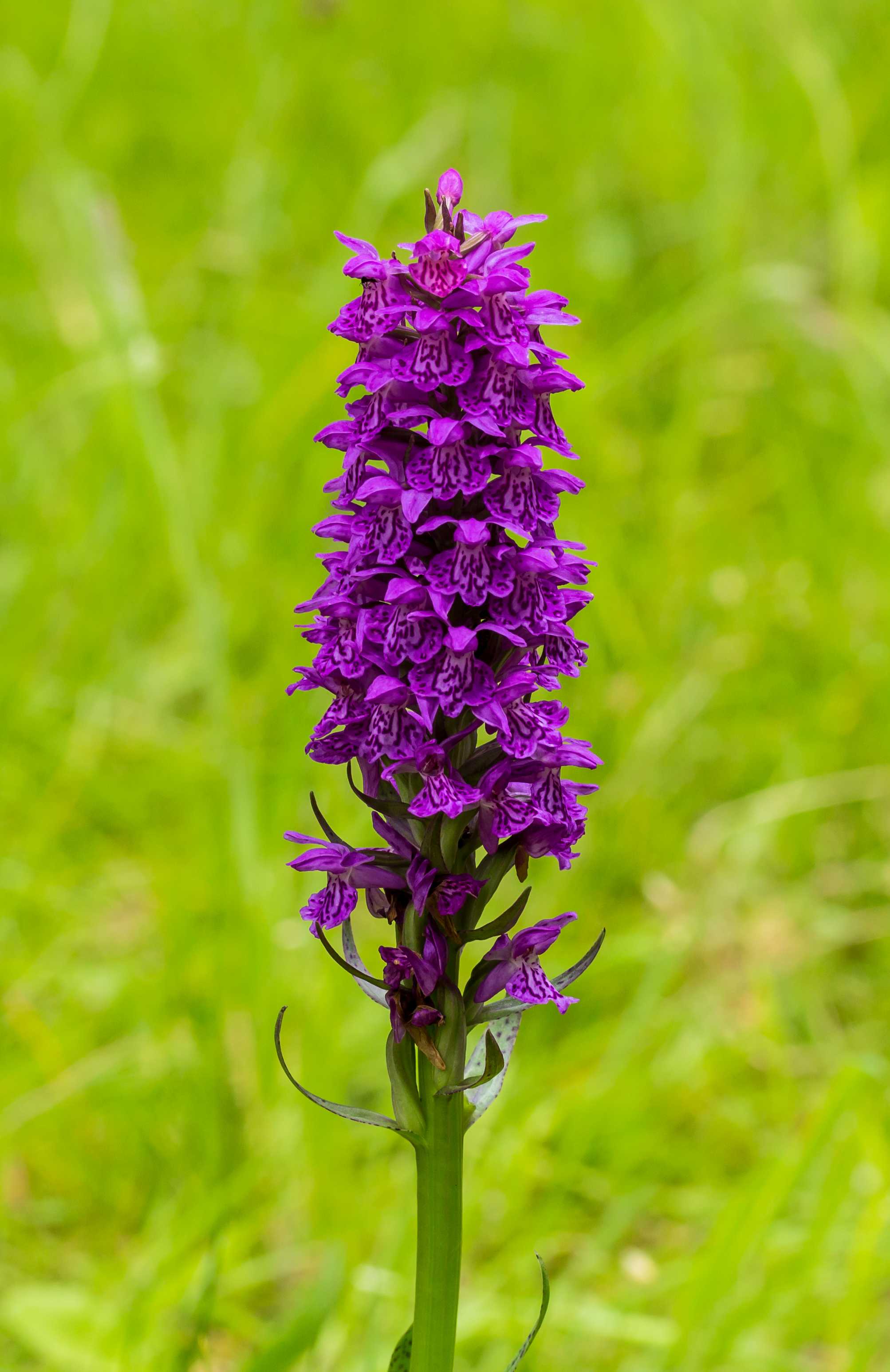
Foltos ujjaskosbor
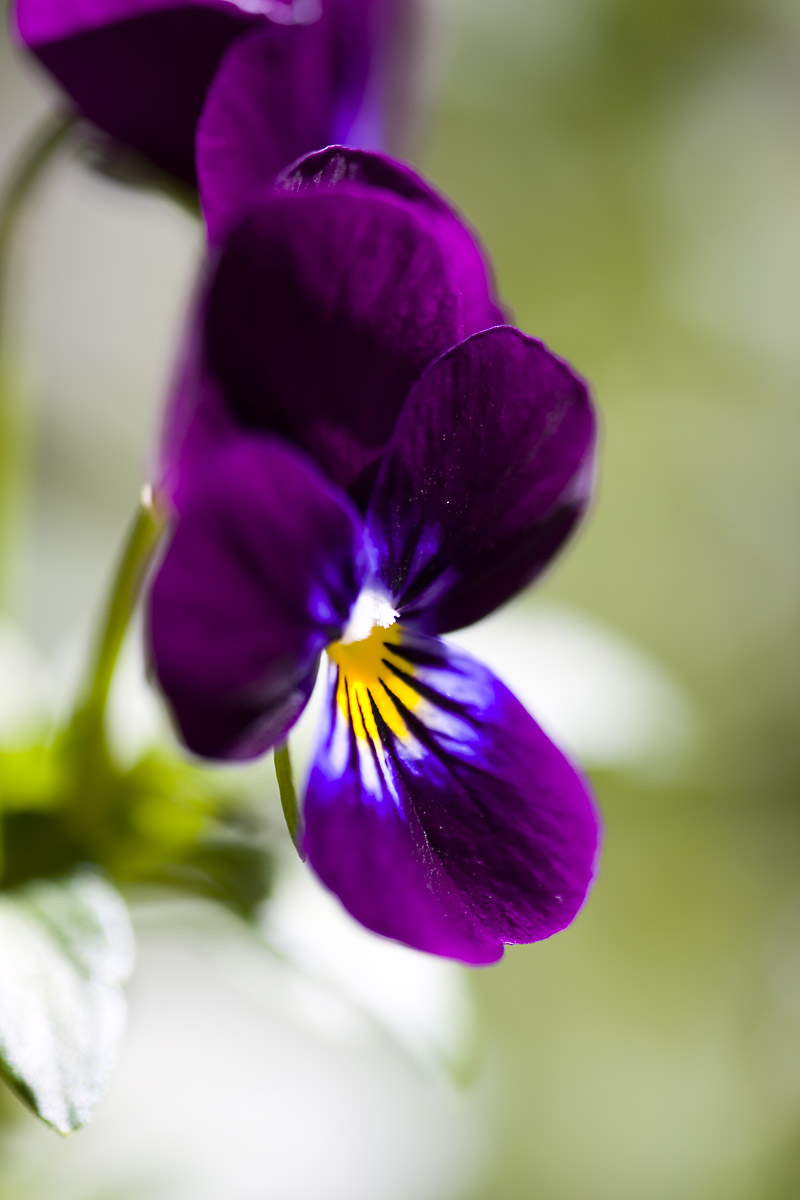
Bíbor színű árvácska
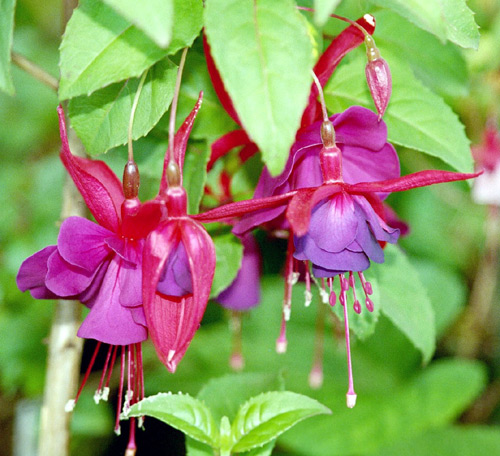
Fukszia

## Fordítás
- Ez a szócikk részben vagy egészben  a   Purple című angol Wikipédia-szócikk ezen változatának fordításán alapul.  Az eredeti cikk szerkesztőit annak laptörténete sorolja fel. Ez a jelzés csupán a megfogalmazás eredetét és a szerzői jogokat jelzi, nem szolgál a cikkben szereplő információk forrásmegjelöléseként.